# MyHouse.wad
MyHouse.wad (также MyHouse.pk3, или просто MyHouse) — пользовательская модификация Doom II в жанрах шутер от первого лица, головоломка и ужас на выживание, опубликованная на форуме DoomWorld пользователем Veddge.
Центральным элементом модификации является мистический жилой дом, постепенно меняющийся изнутри в своих размерах и форме, вплоть до появления невозможных пространств. Игра нелинейна и не имеет чёткой последовательности прохождения: игрок волен действовать по желанию, но от его действий напрямую зависят сюжетные повороты, перемена локаций и концовка.
Игра постоянно дезориентирует игрока: она не только на каждом шагу обманывает ожидания, но и рушит все шаблоны причинно-следственных связей; это, вкупе с нагнетающей музыкой, неожиданно появляющимися противниками, элементами сменяющих друг друга клаустрофобии и агорафобии, заставляет игрока чувствовать замешательство, тревожное ожидание и даже грусть.
Даже сама история разработки модификации вплетена в сюжет: согласно ему, автор, представляющийся как Steve Nelson, посвящает выход модификации своему ушедшему из жизни другу детства.
Игра получила признание критиков за необычные технические решения и сюжет. Она стала примером игровой адаптации литературного произведения и награждена премией Cacowards.

## Описание
MyHouse.wad представляет собой любительскую карту-модификацию на движке Doom. Формально она является дополнением к компьютерной игре Doom II 1994 года. Однако движок лишь имитирует внешний вид последней, но не внутреннюю структуру.
Начинаясь как типичная, непримечательная игра геймдизайнера-новичка, которые склонны в целях тренировки создавать игровые карты своего дома или школы, MyHouse.wad вскоре меняет это впечатление своей сложной, многогранной структурой. Модификация активно использует новые возмножности современного движка GZDoom: порталы, бесшовную телепортацию и скриптинг событий. Однако, в отличие от традиционных игровых порталов, когда игрок при движении догадывается о последующем перемещении из точки А в точку Б, эта игра использует концепцию незримой (или «бесшовной») телепортации: персонаж игрока может пройти через обычный дверной проём и неожиданно и телепортироваться в совсем иное место без возможности вернуться обратно. Локации, многократно перетекая одна в другую, дезориентируют игрока и создают эффект головоломки.
Помимо неожиданных перемещений в пространстве, игра приводит в замешательство и разрушением «четвёртой стены»: например, во время прохождения можно услышать звук уведомления из мессенджера Discord, но игрок, сворачивая игру, не обнаруживает никакого сообщения.
Также игра отсылает к лиминальным пространствам и особенно к «Закулисью» — интернет-мему, описывающему места «за пределами» обычного мира.

### Сюжет
Для погружения в сюжет игра сопровождается вымышленной страшной историей (крипипастой) под видом реальных событий, написанных от имени разработчика Стивена Нельсона. 3 марта 2023 года он оставляет пост на форуме Doomworld, в котором сообщает о том, что он наконец создал карту-модификацию к игре Doom II и публикует архив с ней. По его словам, игра — дань памяти умершему другу детства: тот начал создавать любительскую карту своего дома, а Нельсон якобы нашёл дискеты с незавершёнными работами друга и решил их доделать. В архиве находятся, собственно, оригинальная карта друга, финальная карта Нельсона (в описании сказано «не распространять и не играть в неё»), разнообразные фотографии, художественные наброски, дневник Нельсона и вырезка из газеты, содержащую некролог, посвященный смерти друга — Томаса Аллорда (Thomas Allord).
В дневнике Нельсон рассказывает подробности своей жизни и разработки игры за полгода до публикации; якобы в процессе многодневной работы его самочувствие ухудшилось, он стал страдать от бессонницы и ночных кошмаров. При этом созданная игра будто обрела сознание и начала редактировать сама себя, а Нельсон потерял всякий контроль над ней. В конце дневника говорится, что он вовсе не собирался публиковать в интернете «разумную» версию игры — она сделала это «сама». Некоторые записи в дневнике отформатированы особым образом: например, один из разделов целиком зачёркнут; а слова́ «house» («дом») выделены синим цветом, отсылая своим стилем к литературному произведению «Дом листьев».

### Игровой процесс

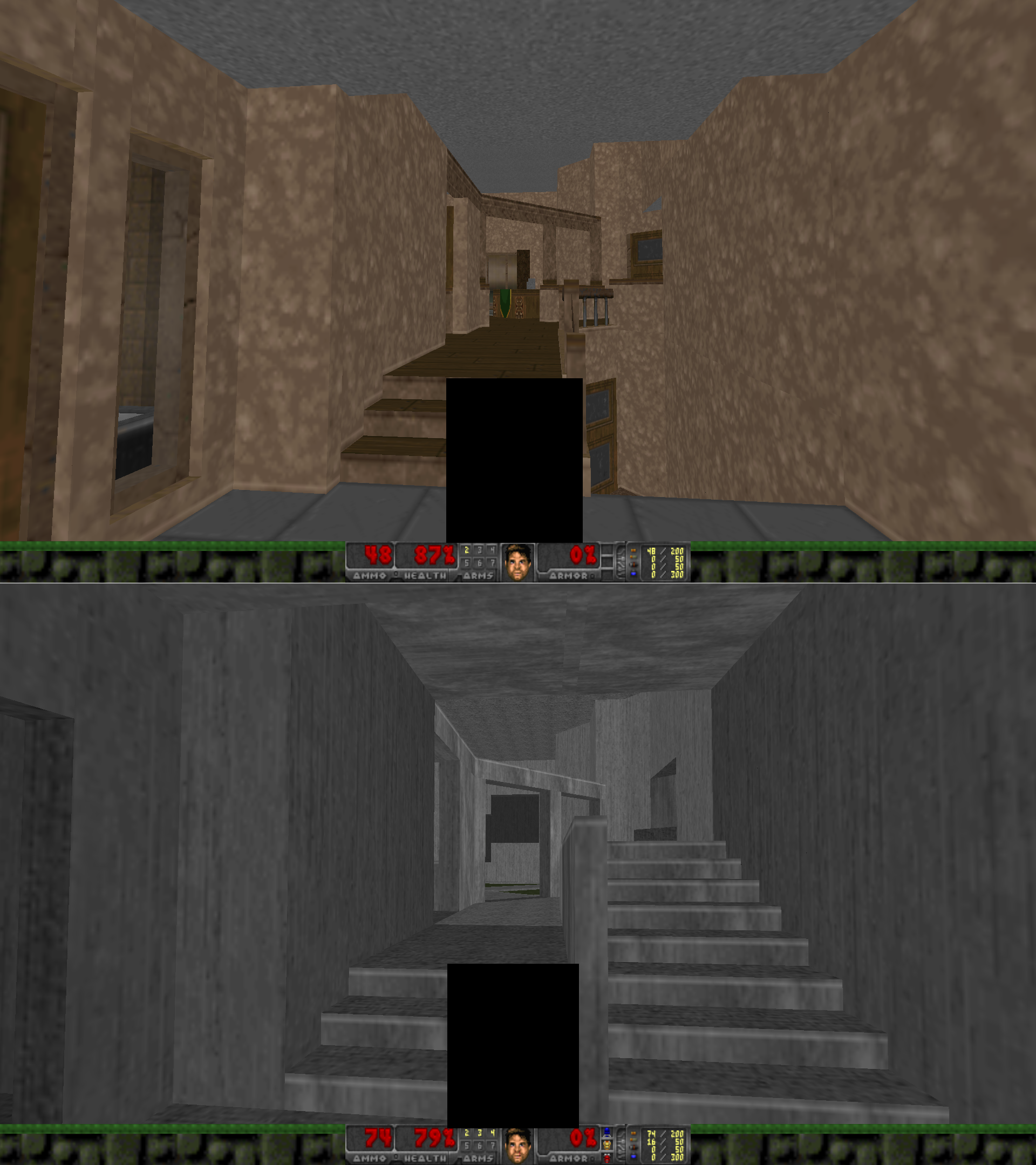
Скриншот игровых уровней MyHouse, созданный с помощью ассетов FreeDoom. Модификация активно использует порталы для создания эффектов, невозможных в классическом движке Doom engine.

Игрок оказывается во дворе загородного дома, окружённого деревянным забором. Первоначально игровой процесс не отличается от типичных уровней Doom II: игроку требуется найти ключ от ворот, являющихся выходом из уровня. В поисках ключа внутри дома игрок сражается с врагами стандартным набором оружия, может подбирать патроны и аптечки, лежащие на уровне.
Создаётся впечатление заурядной модификации, созданной начинающим гейм-дизайнером, взявшим за основу уровня собственный дом, однако внимательный и опытный игрок может заметить странности на уровне: некоторые предметы, видные из одного места, на деле невозможно получить, помещения немного отличаются в деталях при повторном посещении, появляются и пропадают новые двери и комнаты. В конце концов, игрок, выйдя во двор, может обнаружить, что больше не может вернуться назад — все входные двери дома исчезли. Само пространство начинает меняться самым причудливым образом.
Продвигаясь по уровням, герой может подбирать «артефакты», такие как молочный коктейль или ёлочные игрушки. Собранные «артефакты» отображаются символами на стене в гостиной (также они могут отображаться в интерфейсе игры при соответствующих настройках). Их подбор существенно влияет на изменение локаций и концовку. В игре имеется несколько лже-«артефактов». Помимо сбора предметов, на сюжет влияют и другие действия героя: например, открытие крана в раковине или убийство некоторых ключевых противников.
В зависимости от собранных «артефактов» и других действий игрока открывается доступ к «потусторонним» локациям. Вот некоторые из них:
- «Сгоревший дом» («The Burnt House») — версия дома после пожара. Дом наполовину разрушен огнём и населён жуткими тварями. Входных дверей по-прежнему нет, а за окном можно увидеть кроваво-красное небо.
- «Бруталистский дом» («The Brutalist House») — бесконечное многоэтажное здание с бетонными стенами и полом. Локация содержит двух живых существ: маленькую безобидную овчарку и гигантского смертоносного двухголового пса. Обе собаки незримо связаны друг с другом и убийство одной повлечёт немедленную смерть другой[6].
- «Баня» («The Bathhouse») — большое полузатопленное помещение с бассейнами и кафельной плиткой; населёно призраками.
- «Детский сад» («The Daycare») — место с разноцветными горками, игрушками, книжками и мелками для рисования. Здесь нарисованный на стене Шрек оживает и превращается в противника-босса[1].
- «Автозаправка» («The Gas Station») — ночная локация с автозаправкой фирмы Shell посреди бескрайнего леса, на вывеске которой перегорает первая буква и надпись превращается в «hell» (англ. ад). Автомагнитола рядом стоящей машины играет композицию «Самой загадочной песни в Интернете» (на момент создания модификации песня ещё не была опознана). При выполнении определённых действий и наличии определённых «артефактов» игрок может найти могильную плиту с QR-кодом, ведущим на изображение второй половины вырезки с некрологами, на котором приведён некролог уже самого «автора» модификации Стивена Нельсона.
- «Аэропорт» («The Airport») — здание аэропорта с несколькими магазинами и самолётом.

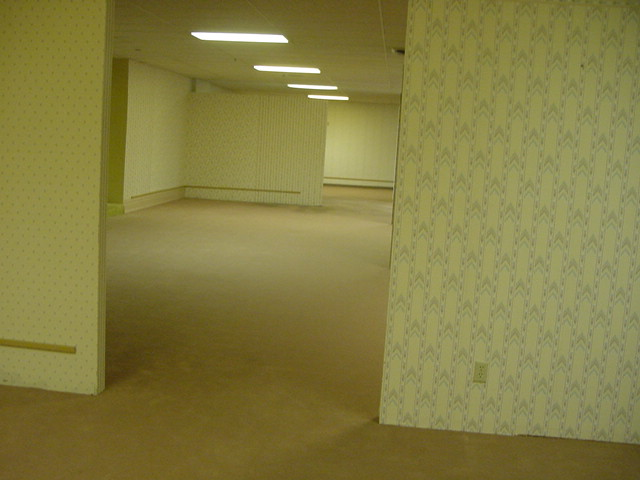
Одно из представлений «Закулисья» — бесконечного пространства перегородок и пустых комнат.

- «Закулисье» — бесконечный коридор-лабиринт, напоминающие одноимённое лиминальное пространство, описанное в имиджборде 4chan[7]. В лабиринте обитает тёмная сущность, убить которую невозможно; выход из коридора есть, но найти его без подсказки практически невозможно. Сюда игрок не может попасть «честным» способом. Персонажа переносит сюда в двух случаях в качестве «наказания»: если с помощью чит-кода noclip попробовать выйти за пределы карты или если попытаться напрямую загрузить «отзеркаленный» уровень «Underhalls» (однако на этот раз выйти отсюда уже невозможно).
- «Бесконечная лестница» («The endless staircase») — место, куда попадает персонаж, упавший в неизведанную темноту в «Бруталистском доме» или в облачное небо в «Бане». Также это место, куда попадает персонаж, успешно сбежавший из «Закулисья».

При соблюдении определённых условий герой может пройти сквозь зеркало в ванной и попасть в «Зазеркалье» — точную копию всех локаций, но в «зеркальном» отображении. Некоторые «артефакты» можно найти только там.
Если в течение одной минуты после смерти самостоятельно не «загрузить» сохранённую игру, то герой приходит в себя в больнице, из которой можно вернуться обратно в дом.

### Концовки

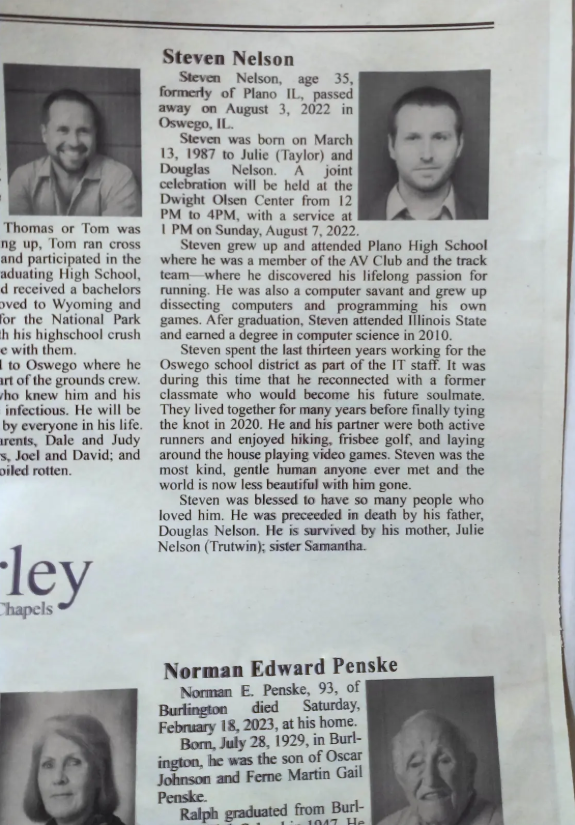
Вторая половина вырезки из газеты с некрологами, доступная через QR-код и свидетельствующая о сюрреальности «автора» модификации

В игре есть четыре концовки, наступление каждой из которых зависит от собранных артефактов и посещенных локаций. Ввиду отсутствия официальных названий концовок, их именуют условно исходя из того, в каком порядке их расположил разработчик.
- Концовка 0 открывается путём прохода через выходные ворота в начале игры. Это самое простое и быстрое завершение игры, так как требует лишь нахождения «синего ключа». По сути, игрок завершает игру вскоре после начала и может не заметить ничего «сверхъестественного»[9]. После прохода через ворота игрок попадает на уровень «MAP02 Underhalls» из оригинальной игры Doom II. Пройдя этот уровень, игрок снова начинает игру на карте «MyHouse».
- Концовка 1 открывается в случае, если игрок покинет аэропорт с менее чем с 14-ю «артефактами». После прыжка с самолёта игрок приходит в себя в доме, в котором либо будет отсутствовать почти вся мебель, либо сам дом будет разрушенным, заброшенным и заросшим (при условии, если дом сгорел). Выходы из дома появляются снова и герой может его покинуть. Но стоит ему переступить порог, как дом исчезает без следа, а на его месте остаётся лишь вывеска о продаже от компании «Navidson Realty» (отсылка на произведение «Дом листьев»). Эту концовку можно получить совместно с концовкой 0, так как выходные ворота всё ещё можно открыть «синим ключом».
- Концовка 2 открывается после того, как игрок обнаружил и вошёл в потайную дверь «зазеркальной» версии Автозаправки. За дверью оказываются декорация на киносъёмочной площадке, изображающая пляж. Если игрок воспользуется кинохлопушкой, то в этот момент экран погаснет и игра закончится[10].
- Концовка 3 считается единственной «хорошей» концовкой в игре. Для её достижения необходимо войти в потайную дверь «настоящей» версии Автозаправки, имея при себе все 16 «артефактов»[2]. За дверью оказывается уже настоящий пляж с заходящим солнцем[6]. В случае, если в «Бруталистском доме» герой не убил собак, то маленькая овчарка будет отдыхать рядом на песке.
- Концовка 4 открывается активированием сгоревшого дома после получения шестнадцати артефактов. При попытке зайти на заправку вместо этого появится надгробие с QR-кодом, содержащим некролог Стива Нельсона.

## Музыка
| №                   | Название                      | Автор(ы)            | Длительность |
| ------------------- | ----------------------------- | ------------------- | ------------ |
| 1.                  | «Entryway at the End of Time» | James Paddock       | 11:43        |
| 2.                  | «memory=entryrrrr/////»       | Sarah Mancuso       | 7:49         |
| Общая длительность: | Общая длительность:           | Общая длительность: | 19:32        |

На первом уровне звучит композиция «Entryway at the End of Time» авторства Джеймса Пэддока. Это изменённая версия оригинального саундтрека Doom II под названием «Running from Evil», написанного Бобби Принсом, с постепенным добавлением посторонних звуков и сбиванием ритма;
«memory=entryrrrr/////» — музыка, написанная Сарой Манкусо (известной как esselfortium). Это неторопливая эмбиент-композиция с рваными звуками на первой минуте.
Саундтрек вдохновлён экспериментальным альбомом Everywhere at the End of Time британского музыканта Джеймса Лейланда Кирби (The Caretaker), который пытался с помощью музыки изобразить прогрессию деменции. Если первая композиция в основном лишь отсылает к названию альбома Кирби, то вторая имитирует его содержание и настроение.

## Отзывы
Соучредитель компании id Software, дизайнер и разработчик оригинальных игр Doom и Doom II Джон Ромеро играл в MyHouse.wad в прямом эфире через платформу Twitch. Он похвалил геймплей и дизайн игры, в течение всего времени называя её «очень крутой».
Писатель Марк Данилевский, по образу и подобию книги «Дом листьев» которого смоделирован дом, на своей страничке в социальной сети «X» опубликовал видеоэссе пользователя Power Pak, в котором рассказывается о связи между обоими произведениями.
Редактор британского информационно-развлекательного портала Rock, Paper, Shotgun Салих Караман пишет: 

Если MyHouse ещё не стал иконой страшных игр, то скоро ею станет";
В «Доме листьев» присутствуют бесконечные слои подтекстовых и метатекстовых ссылок, и MyHouse подражает всему этому, но c ужасом крипипасты.Оригинальный текст (англ.)If MyHouse isn’t already an icon of horror gaming, it soon will be; there are endless layers of subtext and meta-textual connections in House Of Leaves, and MyHouse mimics these, but with the copypasta horror of the internet.
Уэс Фенлон в обзоре журнала PC Gamer высоко оценил креативность и дизайн игры, несмотря на возраст её основного движка. Он пишет:

Игре Doom уже тридцать лет, и тем не менее кто-то всё ещё использовал её как средство для создания одной из самых умных и сложных игр года. Какое наследие! Сыграйте в неё один раз, не глядя, куда идти и что делать — просто исследуйте. Когда решите, что увидели всё, найдите руководство по прохождению и выясните, сколько всего ещё скрывается в этом доме.Оригинальный текст (англ.)Doom is 30 years old, and yet someone still used it as the vessel to build one of the smartest, most intricate games of the year. What a legacy! Play it once without looking up where to go or what to do—just explore. When you think you've seen what there is to see, look up a guide and figure out just how much more this house is hiding.

Редактор портала TechSpot Кэл Джеффри пишет:

MyHouse — словно луковица. В ней множество слоёв, при раскрытии одного из которых встают вопросы, стоящие за следующим слоем.Оригинальный текст (англ.)If you play it, remember that MyHouse is like an onion. It has many layers, each revealing more lore while raising questions about the next layer.

Помимо сюжета, Джеффри уделил внимание техническим особенностям игры, таким как двухэтажная планировка карты, что в думоподобных играх обычно невозможно.

### Награды
MyHouse.wad удостоилась ежегодной премии Cacowards 2023, вручаемой Doom-сообществом «лучшим релизам года». Музыкальному треку «memory=entryrrrr/////» присуждена премия «Одиссея шумов» за лучший оригинальный саундтрек.